# Trăng non (phim)
Trăng non (tên nguyên gốc New Moon) là phần tiếp theo của phim Chạng vạng làm năm 2009, công chiếu tại Mỹ ngày 20/11/2009 và tại Việt Nam ngày 27/11/2009, dựa trên cuốn tiểu thuyết cùng tên của nhà văn nữ Stephenie Meyer. Ngay trong ngày công chiếu đầu tiên, Trăng non đã phá kỷ lục cũ 67,2 triệu đô la về doanh thu của phim Hiệp sĩ bóng đêm với thành tích mới là 72,7 triệu; phá kỷ lục suất chiếu nửa đêm 22,2 triệu của Harry Potter và hoàng tử lai với 26,3 triệu đô.

## Kịch bản
Vào ngày sinh nhật tuổi 18, Bella Swan chợt nhận thấy khả năng sự già đi của mình trong khi Edward Cullen vẫn giữ mãi tuổi 17. Trong khi mở một gói quà, cô đã vô tình bị đứt tay. Anh trai Jasper của Edward, mặc dù đã cố gắng kiêng máu người, vẫn bị kích thích mạnh bởi mùi máu và tấn công Bella. Để bảo đảm sự an toàn cho cô khỏi thế giới ma cà rồng, Edward nói với Bella rằng cậu không còn yêu cô nữa và rời khỏi thị trấn Forks, Washington cùng với gia đình. Bella bị tổn thương nặng nề và tìm kiếm sự an ủi nơi Jacob Black, một người bạn cũ của gia đình, người có thể giúp cô vơi đi nỗi đau khi mất Edward.
Bella và Jacob bắt đầu bên nhau nhiều hơn, và Bella nhanh chóng nhận thấy sự kích thích của adrenaline trong máu khi cô tự đặt mình vào những tình huống nguy hiểm sẽ tạo ra ảo giác về giọng nói của Edward. Bella bắt đầu lao đầu vào những hành động liều mạng, như lái xe máy, để khơi gợi ảo giác. Trong khi đó, Jacob nhận ra bản thân mình là một người sói, và rồi tiết lộ điều này với Bella. Sau đó, Bella có hành động nguy hiểm nhất từ trước đến giờ, đó là nhảy từ đỉnh núi xuống biển, nhưng suýt chết đuối vì biển động và được Jacob cứu sống.
Cũng trong lúc đó, Alice, cô em gái ma cà rồng của Edward, người có khả năng nhìn thấy tương lai, đã nhìn thấy trước được cảnh Bella nhảy xuống từ vách đá. Tưởng rằng Bella đã chết, Alice tức tốc đi tới Forks để thăm hỏi Charlie Swan, bố của Bella, còn Edward thì gọi về nhà Bella. Jacob nhận máy và báo với Edward rằng Charlie đang dự đám tang, ý muốn nói đến đám tang của một người đàn ông trong thị trấn mất vì đau tim, nhưng Edward lại kết luận rằng Jacob đang nhắc tới đám tang Bella. Suy sụp sau khi tưởng rằng Bella đã chết, Edward bay tới Ý để gặp Volturi, những ma cà rồng giữ gìn hòa bình, những người có đủ khả năng giết chết Edward, để giúp anh rời bỏ thế giới không còn Bella.
Bella và Alice tức tốc đến Volterra, Italy để ngăn Edward, và cứu cậu trước khi mọi chuyện quá muộn. Trước khi họ rời Ý, nhà Volturi nói với họ rằng Bella, một con người biết đến sự tồn tại của loài ma cà rồng, sẽ phải chết hoặc phải trở thành một ma cà rồng. Sau khi mọi người quay trở về Folks, Edward giải thích với Bella rằng cậu ra đi chỉ để bảo đảm sự an toàn cho cô, và cô đã đồng ý tha thứ. Cuốn truyện kết thúc với cảnh nhà Cullen biểu quyết đồng ý sẽ biến đổi Bella thành ma cà rồng trong sự phản đối của Edward. Tuy nhiên, mong muốn của nhà Cullen không được như họ nghĩ, bởi vì ở đoạn kết phim, Jacob đã nhắc đến hiệp ước giữa nhà Edward với bộ lạc của cậu, hiệp ước nói rằng nhà Cullen không được phép biến đổi bất kì người thường thành ma cà rồng, nếu nhà Cullen phá bỏ hiệp ước, một cuộc chiến đẫm máu sẽ nổ ra.

## Phim trường
Tập hai, Trăng non có nhiều cảnh quay tại Montepulciano, nam Tuscany, Ý, nơi gia đình Volturi sinh sống. Phim bắt đầu bấm máy trước ngày dự định 28/3/2009 ít lâu, tại Vancouver, Canada.

## Hậu trường

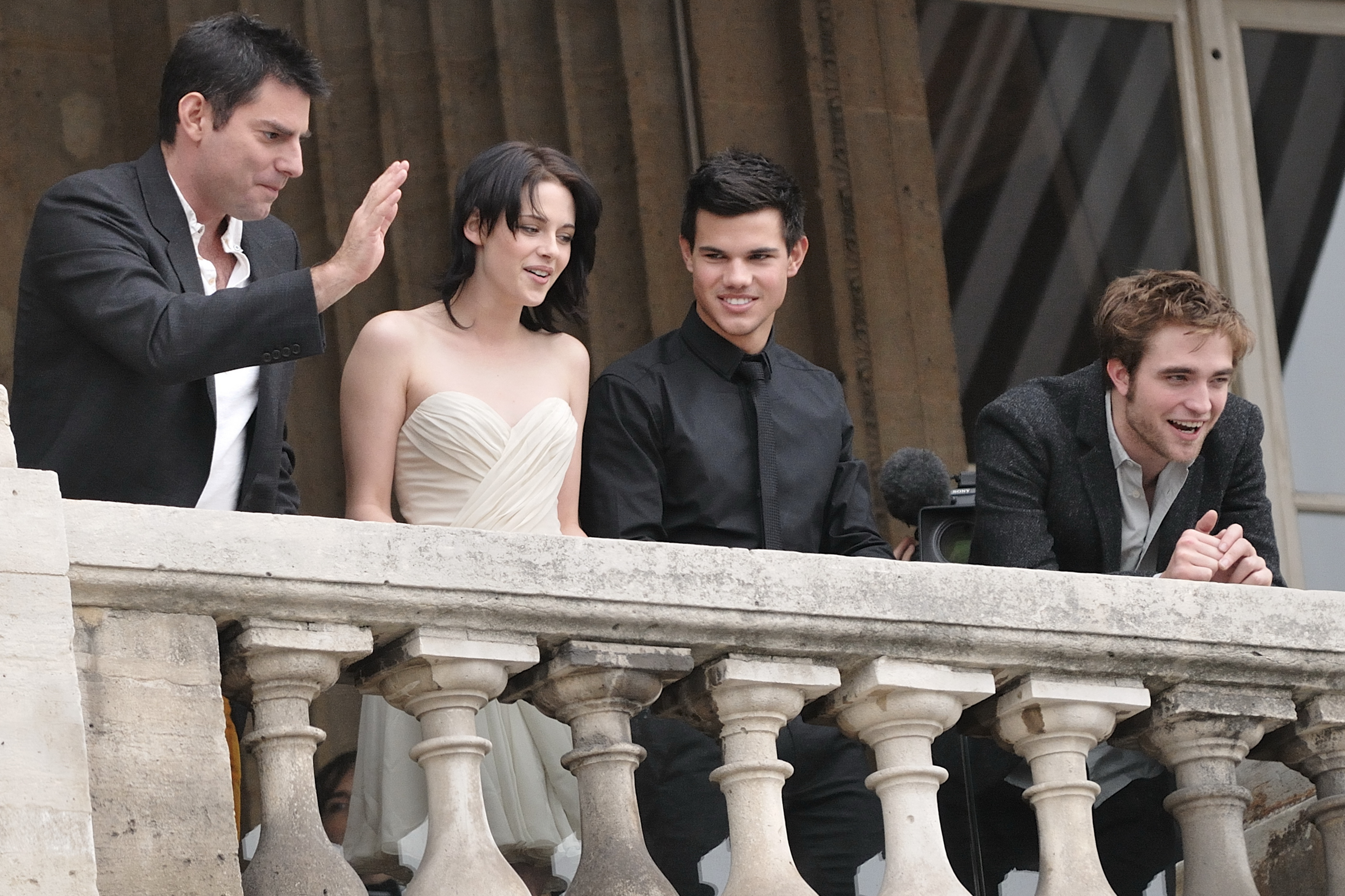
Đạo diễn Chris Weitz vẫy tay tại lễ ra mắt phim, bên cạnh Kristen Stewart, Taylor Lautner, Robert Pattinson

Tập hai có thay đổi "nhỏ" so với tập một: đạo diễn trẻ Christopher Weitz của phim Chiếc la bàn vàng-The Golden Compass (dựa trên tiểu thuyết Bắc Cực Quang) đảm nhiệm thay cho Catherine Hardwicke do bà cảm thấy không đủ tự tin tiếp tục phần hai.
| “ | "Tôi xin lỗi do vấn đề thời gian, tôi không có cơ hội để đạo diễn phim Trăng non" | ” |

Vai diễn người sói Jacob Black của Taylor Lautner suýt chút nữa thì bị hủy với lý do trong sách miêu tả là một người lực lưỡng, cao tới 1,95m. Đạo diễn Chris Weitz cũng cho rằng việc thay đổi diễn viên này sẽ không ảnh hưởng lắm vì Taylor Lautner có quá ít cảnh trong phần 1; nhà sản xuất Summit Entertainment cho rằng những nhân vật trong truyện được phép thay đổi bề ngoài do hoàn cảnh.
Sự phản đối của người hâm mộ đòi Taylor Lautner tiếp tục đóng phim đã khiến bộ sậu sản xuất thay đổi ý định. Tuy nhiên, để đảm nhiệm tiếp vai người sói, Lautner phải trải qua quá trình tích cực luyện tập để đạt được tầm vóc mong muốn. Kết quả anh đã tăng 30 pound
Hoa hậu Việt Nam 2006 Mai Phương Thúy là người đại diện của Việt Nam đến dự lễ ra mắt phim theo lời mời của hãng Summit Entertainment tại buổi công chiếu và đã có cuộc phỏng vấn các ngôi sao đóng phim
| “ | "Rất nhiều người đã khóc. Bản thân tôi cũng không cầm được nước mắt khi Bella xin chết thay cho Edward. Những người cùng xem với tôi đều đánh giá, New Moon hay hơn, mang màu sắc trưởng thành hơn so với Twilight. Diễn xuất của các diễn viên cũng tốt hơn. Phim trung thành với nguyên tác mà vẫn không bị nhàm chán và mất sức hút" | ” |

## Giải thưởng
MTV Movie Awards 2010
- Phim hay nhất
- Nữ diễn viên xuất sắc nhất: Kristen Stewart
- Nam diễn viên xuất sắc nhất: Robert Pattinson
- Nụ hôn đẹp nhất: Robert Pattinson & Kristen Stewart
- Ngôi sao toàn cầu: Robert Pattinson

## Đánh giá của giới chuyên môn
Theo thống kê của trang web Rotten Tomatoes, tỉ lệ các nhà phê bình đánh giá New Moon là phim hay chỉ có 30%, điểm số trung bình là 4.7/10, so với tỉ lệ 49% và điểm số 5.5/10 của phần một. Bộ phim bị đánh giá là phim rất dở, trong một bài viết mang tựa đề "Trăng Non lụi tàn". Để mô tả sự thống nhất của các nhà phê bình, Rotten Tomatoes đưa ra kết luận "Phần thứ hai của The Twilight Saga có thể sẽ làm hài lòng rất nhiều fan trung thành của nó, nhưng những người khác sẽ nhanh chóng thất vọng vì tốc độ chậm, phong thái buồn chán khủng khiếp và độ dài quá lớn."
Nhà phê bình Roger Ebert chỉ cho bộ phim 1 sao trên 4 sao, nhận xét rằng: "The Twilight Saga: New Moon" lấy thành thích hờ hững của "Twilight" (2008), moi ruột nó ra và để đấy cho xác sống thưởng thức." Phim cũng đã có vinh dự lọt vào danh sách "Your Movie Sucks" của ông. Trong khi đó nhà phê bình Tom Long của báo Detroit News cho phim một điểm C và viết: "Một đống chuyện tình tuổi dậy thì được trộn lẫn với một vài cảnh hành động theo kiểu kinh dị và một chuyến đi vội vã. The Twilight Saga: New Moon là một đống hổ lốn." Nhà phê bình Peter Travers của báo Rolling Stone chỉ trích các diễn viên: "Tôi không thể nào nhận xét về diễn xuất của phim được vì tôi nào có thấy Pattinson, Stewart và Lautner diễn gì đâu. Họ chỉ có việc chải lông rỉa cánh một cách tẻ nhạt như các bộ phim trước của họ."
Phim nhận được 4 đề cử Mâm xôi vàng: Kịch bản tệ nhất, Nam diễn viên phụ tệ nhất (Robert Pattinson), Cặp đôi tệ nhất (Kristen Stewart và Robert Pattinson hoặc Taylor Lautner) và Phần tiếp theo tệ nhất.

## Tại Việt Nam
Phim được trình chiếu trên kênh HTV3 vào ngày 13 tháng 4 năm 2014 với phiên bản lồng tiếng Việt 